# الكتل الصفنية
الكتل الصفنية  هي حالة تجمع الدم بداخل كيس الخصية.  وقد تتبع جرحا في الجسم أو إصابة جسدية  (مثل إصابة العضلة الضامة) و قد تكون مضاعفات عملية جراحية فعادة ما تكون مصحوبة بآلام الخصية.
و ذُكرت معلومات عن الحالات المصابة بالهيموفيليا (النزيف الوراثي) والتي تبعها قسطرة للشريان الفخذي أن إذا كان التشخيص غير ظاهر سريريا سيوضح التضوء (باستخدام قلم إضاءة) سائلا بداخل كيس الخصية.
قد يكون إجراء الأشعة الصوتية مفيدا لتأكيد التشخيص. يتطلب التدخل الجراحي مثل عمليات النزح والشق في الحالات الخطيرة أو التي يستعصي علاجها. ولمنع تكرار النزح الجراحي يتم ترك أنبوب النزح داخل مكان الجراحة بالجسم.